# 馬爾地夫短額鮃
馬爾地夫短額鮃（学名：Engyprosopon maldivensis），又名扁魚、皇帝魚、半邊魚、比目魚，为輻鰭魚綱鰈形目鰈亞目鮃科短額鮃屬下的一个种，為熱帶海水魚，分布於印度西太平洋區，從馬爾地夫至澳洲西北部、珊瑚海，北至台灣、日本南部海域，棲息深度30-215公尺，體長可達12.7公分，棲息在沙泥底質底層水域，生活習性不明。

## 扩展阅读
- 維基物種上的相關：馬爾地夫短額鮃